# Москва (река)
 Тази статия е за реката в Русия.  За столицата на Русия вижте Москва.  За ракетния крайцер вижте Москва (ракетен крайцер, 1979).
Москва̀ е река в Европейска Русия ляв приток на Ока от басейна на Волга. Дължината ѝ е 502 km, която ѝ отрежда 200-о място по дължина сред реките на Русия.

## Географска характеристика

### Извор, течение, устие
Река Москва води началото си от Старковското блато, на 254 m н.в., разположено южно от село Поповка, Можайски район на Московска област в западната част на Московското възвишение. След 16 km навлиза в пределите на Смоленска област, където прави малка дъга обърната на северозапад и отново се завръща на територията на Московска област. Оттук до град Москва направлението ѝ е в източна посока, а след града и до устието ѝ – в югоизточна. В горното си течение реката протича между моренни хълмове, като меандрира, течението ѝ е бързо, а дъното пясъчно. Ширината на коритото до устието на река Иноча (ляв приток, при 415 km) е от 2 до 15 m. След това в долината на Москва се появяват три речни тераси, в т.ч. една широка заливна тераса. При село Дерново реката се влива в Можайското водохранилище, а при град Можайск изтича от него. След това бреговете ѝ стават стръмни, на места отвесни, изградени от варовици, а долината ѝ е обрасла със смесени гори. При град Звенигород ширината на коритото ѝ се увеличава до 65 m. След града долината на река Москва е вкопана в юрски отложения, бреговете ѝ стават полегати, на места опороени. В град Москва реката навлиза от северозапад, протича през града на протежение от 80 km в югоизточна посока, като прави шест големи завоя. Коритото на реката в пределите на града е коригирано чрез водозащитни диги и се колебае от 120 до 200 m. След град Москва долината на реката значително се разширява, ширината на коритото ѝ надминава 200 m, а в заливната ѝ тераса се появяват многочислени старици и езера (над 160 броя). Влива се отляво в река Ока при нейния 855 km, в град Коломна на 98 m н.в.

### Водосборен басейн, притоци
Водосборният басейн на реката обхваща площ от 17 600 km2, което представлява 7,18% от водосборния басейн на река Ока. Във водосборния басейн на реката попадат части от териториите на Московска и Смоленска област.
Границите на водосборния басейн на реката са следните:
- на юг – водосборните басейни на реките Протва, Нара и други по малки леви притоци на река Ока;
- на северозапад – водосборните басейни на реките Вазуза и Шоша, десни притоци на река Волга;
- на север и североизток – водосборния басейн на река Клязма, ляв приток на река Ока.

Река Москва получава над 43 притока с дължина над 20 km, като 3 от тях са дължина над 100 km. По-долу са изброени всичките тези 3 реки, за които е показано на кой километър по течението на реката се вливат, дали са леви (→) или (←), тяхната дължина, площта на водосборния им басейн (в km2) и мястото където се вливат.
- 342 → Руза 145 / 19900, при село Нестерово, Московска област
- 247 → Истра 113 / 2050, при село Дмитровское, Московска област
- 120 ← Пахра 135 / 2580, при село Нижне Мячково, Московска област

### Хидроложки показатели
Подхранването на река Москва е смесено, като преобладава снежното (61%), подземно (27%) и дъждовно (12%). По време на пролетното пълноводие протича около 65% от годишния отток на реката. Средния многогодишен отток в горното течение (при село Барсуки) е 5,8 m3/s, при град Звенигород – 38 m3/s, в устието – 150 m3/s. В резултата от построяването на каналите Москва-Волга и Яуза-Руза, по които постъпва вода от река Волга (съответно 26 m3/s и 2 m3/s) речният отток на река Москва се е увеличил двойно в сравнение с 1937 г. Съществена част от постъпващата в река Москва волжка вода (30 – 35 m3/s) отива за водоснабдяването на град Москва с питейна вода, а след очистването ѝ част от нея отново се връща в коритото на реката. Средната скорост на течението е 0,5 m/s, но тя зависи от изргадените по нея хидротехнически съоръжения (водохранилища, шлюзове и др.). При тяхното затваряне скоростта на течението намалява до 0,1 – 0,2 m/s, а при отварянето им – 1,5 – 2 m/s. Дълбочината на реката в преди град Москва е около 3 m, след града се увеличава на 6 m, а на места и до 14 m. Реката замръзва през ноември или декември, а се размразява в края на март или началото на април. Поради изхвърлянето на топли води в чертите на град Москва температурата на водата е около 6 °C и заледяването на реката е неустойчиво.

## Селища
На река Москва е разположена столицата на Русия Москва, наречена на реката. Освен столицата Москва по течението на реката са разположени градовете: Можайск, Звенигород, Красногорск, Дзержинский, Литкарино, Жуковский, Раменское, Бронници, Воскресенск и Коломна.

## Хидротехнически съоръжения, корабоплаване
Вследствие на големите сезонни колебания на нивото на реката корабоплаването е било затруднено, а наводненията опасни и за тези цели хидротехническите съоръжения по реката за почват да се изграждат още през ХVІІІ в. През 1783 – 1786 г. при завоя на реката около Кремъл е изграден Водоотводния канал с цел защита от наводнения и пропускането на водата по време на ремонта на мостовете. През 1836 – 1837 г. за повишаване на нивото на водата в реката са изградени Бабегородската преградна стена и Краснохолмския шлюз, като по този начин Водоотводния канал става плавателен. През 1873 г. е създадено рус. „Товарищество Москворецкого туерного пароходства“, което си поставя за цел развитието на водния транспорт по реката. През 1878 г. то построява шест преградни стени (Перервинска, Бесединска, Андреевска, Софинска, Фаустовска и Северска) по реката с шлюзове, които обезпечават движението на кораби газещи до 90 см от устието до град Москва. През 1930-те години тези преградни стени били преустроени, като е добавена Карамишевската преградна стена, а Бабегорската била разрушена. Река Москва е плавателна на 210 km от устието, до Рубльовския хидровъзел. Навигацията по реката обикновено продължава от средата на април до средата на ноември. Чрез Москва-Волга, частично протичащ през Москва, реката се свързва с плавателния път по Волга, поради което наричат града „столица на 5 морета“ – Бяло, Балтийско, Каспийско, Азовско и Черно.
От 1932 до 1980-те години речният отток на река Москва се е увеличава двойно в резултата от изграждането на каналите Москва-Волга (1932 – 37) и Яуза-Руза, по които постъпва вода от река Волга, водохранилищата: Истринско (1935), Можайско (1960 – 62), Рузко (1965 – 66), Озернинско (1967) и Горнорузко (1980-те г.) и хидровъзелите около Петрово-Далное и Рубльово. от изградените общо 11 хидровъзела в басейна на реката четири имат ВЕЦ-ове (Можйски, Рубльовски, Карамишевски и Перервински) със сумарна мощност превишаваща 15 МВт и производство на електроенергия от 40 млн. кВт годишно.

## Екология
Качеството на водата в реката е много ниско. Местните жители се шегуват, че в нея може да се прояви фотолента, тъй като съдържанието на цинк и соли на тежки метали в нейните води превишава допустимата норма няколко пъти. Московското кметство през последните години предлага проекти за очистване на водоема, но все още нищо не е предприето.